# 2013年伊爾庫次克墜毀事故
2013年伊爾庫次克墜毀事故是指在2013年12月26日當地時間21時45分，一架An-12運輸機墜毀於西伯利亞東部城鎮伊爾庫次克靠近西伯利亞鐵路的軍用倉庫。這次墜毀事故雖然並沒有導致機身嚴重受損，但是仍造成6名機組人員和3名乘客全數遇難，並且在墜毀後引起大火。

## 外部連結
- photo of tail section（页面存档备份，存于）
- ITAR TASS photos（页面存档备份，存于）
- radio transmissions (Russian language)